# قندهار (لیلان)
قندهار، روستایی در دهستان لیلان غربی بخش مرکزی شهرستان لیلان در استان آذربایجان شرقی ایران است.
بیشتر محصولات این روستا انگور است
مردمانی مهربان و ساده زیست

## جمعیت
بر پایه سرشماری عمومی نفوس و مسکن در سال ۱۳۹۵، جمعیت این روستا برابر با ۱٬۴۳۶ نفر (۴۱۰ خانوار) بوده‌است.